# أورخان ولي قانيق
أورخان ولي قانيق (بالتركية: Orhan Veli Kanık) ولد في إسطنبول 13 إبريل 1914 وتوفي أيضاً في إسطنبول في 14 نوفمبر 1950. شاعر تركي اشتهر باسم أورخان ولي. وهو مؤسس تيار الغريب مع مليح جودت أنضاي وأوكتاي رفعت. وقد أضاف لغة الشارع إلى لغة الشعر بهدف التغيير في أساس البنية القديمة للشعر التركي. وقد ترك الشاعر الذي عاش 36 عاما أعمالاً في مجالات عديدة بخلاف الشعر مثل القصة القصيرة والمقالة الأدبية والمقالات والترجمة.
وقد رفض أروخان ولي استخدام أوزان الهجا والعروض مبتعداً عن كل ما هو قديم لكي يستطيع إظهار ذوقٍ جديد. وأوضح أن الفنون الأدبية مثل الاستعارة والتشبيه والمبالغة ليست ضرورية في القافية البدائية، حتى وإن كانت رغبة قانيق تلك والذي سافر بهدف تجاهل كافة الأشياء والتقاليد التي عرفتها الآداب القديمة قللت من الإمكانيات الفنية التي يمكنه استخدامها في شعره؛ إلا أن الشاعر قد خلق لنفسه مجالات جديدة بالموضوعات التي تناولها والشخصيات التي تحدث عنها والكلمات التي استخدمها. وقرب لغة الشعر إلى لغة الحديث متبنياً تعبيراتٍ بسيطة. وقد حمل ديوان الغريب الذي أصدره قانيق مع أصدقائه في عام 1940 أفكاره التي نشرها شعرًا، وكان ذلك بمثابة إعلان لنشأة هذا التيار الأدبي. وقد ترك هذا التيار أثراً في شعر فترة الجمهورية خاصًة في الفترة ما بين 1940-1950. ويعتبر شعر تيار الغريب حجر محك في الشعر التركي بخاصيتيه الهدامة والبناءة أيضا.
وقد استُغرب قانيق بشكل كبير في البداية بسبب التغييرات الجديدة التي أدخلها إلى الشعر، كما تم احتقاره وانتقاده نقداً حاداً. 
وبالرغم مما واجهته أعماله التي خرجت عن التقاليد من اندهاش واستغراب في البداية ثم استهزاء واهانه إلا أن هذا قد أثار اهتمامه. ولكن هذا الاهتمام قد فتح طريقاً للشاعر الذي شعر في مده قصيره بزيادة التفاهم والحب والإعجاب به. مما دفع الأديب سعيد فائق عباسي إلى أن انحاز إلى جانب أورخان ولي ووصفه بأنه شاعر قد اختُلف عليه الناس كثيرا فإستهزؤ به أحيانا وقبلوه أحيانا وأنكروه مجدداً ثم قبلوه وهكذا مع مرور الزمن فقد نال شهرة جيدة وسيئة أيضا.
وإن كان أورخان ولي قد برز بأشعاره التي في عهد التجديدات بهذا القدر إلا أنه تجنب كتابة الأشعار ذات النوع الواحد. فقانيق الذي بحث دون توقف وعمل على تجديد نفسه والذي عاش مغامره شعريه قصيره طوال حياته القصيره قد تألفت حياته الأدبيه من مراحل مختلفه. وقد عبر أوكتاي رفعت عن هذه الحالة قائلاً أن مغامرات أورخان الشعرية التي عاشها في عمره القصير كانت منهجاً لعدة أجيال من الشعراء الفرنسيين وأنه بفضل قلمه فقد تساوى الشعر التركي مع الشعر الأوروبي وأنه حقق تغييراً في عدة سنوات ربما كان يحتاج عدة أجيال متعاعقبه حتى يمكنهم النجاح فيه.

## حياته

### طفولته وتعليمه

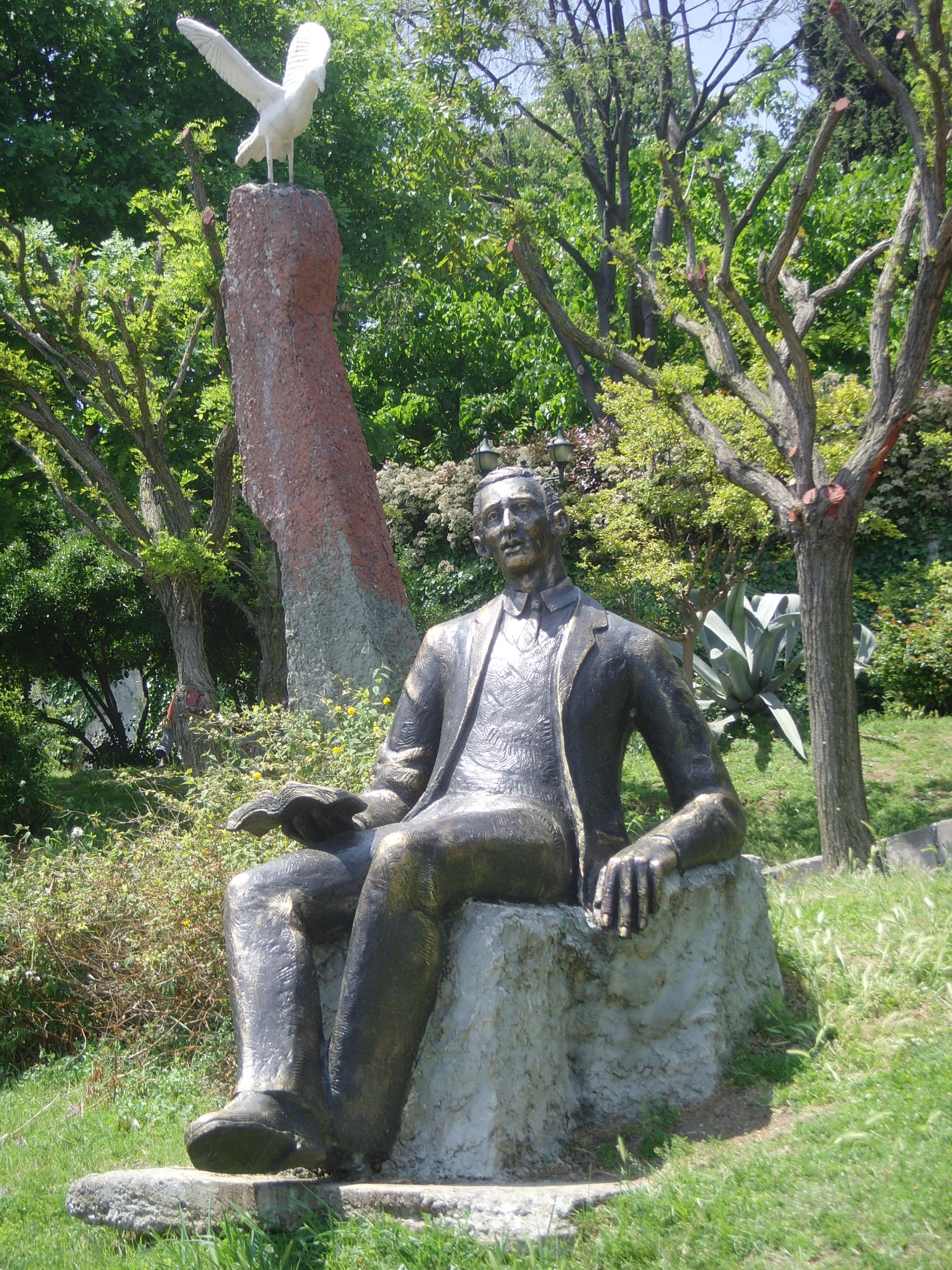
تمثال أورخان ولي الموجود في ساحل روملي حصار. حيث يمسك الشاعر كتابا في يده وهو في مصاحبة طائر النورس.

ولد أورخان ولي قانيق في منزل رقم 9 في شارع تشاير الذي في تل إسحاق أغا الموجود في ياليقويو التابعه لبيكوز في 13 إبريل عام 1914. والده هو محمد ولي بن التاجر الإزميري فهمي بيه، أما والدته فهي فاطمه نيجار هانم ابنة حاجي أحمد بيه البيكوزي. عرف باسم أورخان ولي وهذا قبل قانون اللقب العائلي لأن اسم ولي هو الاسم الأصلي لوالد الشاعر أحمد أورخان وهذا طبقاً لصورة بطاقته الشخصية. كان والد أورخان ولي عازفاً لالكلارينيت أثناء زفافه في فرقة ميزيكايي هومايون. أما بعد إعلان الجمهورية فقد أصبح رئيساً لأوركيسترا سينفونية العزف الجمهورية. وبسبب انسجام أورخان ولي بمهنته الجديده هذه وأيضاً تواجده في مكتب معلم الموسيقى بالمعهد الفني في أنقرة فقد عاش في أنقرة مده بين عامي 1923-1948. وفي هذه الفترة عمل ولي بيه مديراً لإذاعة أنقره لفتره من الزمن وفي السنوات التاليه أصبح عضواً في اللجنة العلميه للمعهد الفني في إسطنبول وعمل مهندس صوتيات في إذاعة إسطنبول. وكان لأورخان ولي أخان أصغر منه وهما «عدنان ولي قانيق» والذي كان من المراسلين الصحفيين لجريدة الوطن و«فوروزان يوليابان». وأيضا يقال أنه كان للشاعر أختاً تدعى «عائشه زر» والتي تُوفيت في أنقرة بينما كانت في السنة الأولى من عمرها.
لقد أمضى أورخان ولي طفولته في بيكوز وبشكطاش وجيهانجير. وأثناء هدنة مودروس استكمل تعليمه في الصف الرئيسى للمرحلة الابتدائية بمدرسة أنافارتالار الموجوده في منطقة أقارتلار. وبعد عام أخذوه من هذه المدرسة وأدخلوه مدرسة جالاطاسراى الثانوية الداخليه. وبينما كان في السابعة من عمره ختن في حفل زفاف أقامه السلطان عبد المجيد الثاني في قصر يلدز. وعندما أنهى الصف الرابع عام 1925 فقد انفصل عن المدرسة الثانوية جالاطاسراى برغبة أبيه وانتقل إلى أنقرة مع والدته، وهناك تم تسجيله في مدرسة غازي. وبعد عام دخل مدرسة أنقره الثانوية الداخليه للبنين. عاش قانيق في طفولته بعض الأمراض والمخاطر ومثال ذلك أنه بينما كان في السادسة من عمره تعرض لحرقٍ خطير وعولج منه لمدة طويله. وفي سن التاسعة أصيب الشاعر بمرض الحصبة وأيضا في سن السابعة عشر أصابه مرض الحمى القرمزيه.
بدأ اهتمام قانيق بالأدب بينما هو في المدرسة الابتدائية. وفي هذه الفترة طبعت له في إحدى المجلات قصه بعنوان عالم الطفل. وبينما كان بالصف السابع في المدرسة الابتدائية تعرف على الأديب أوكتاي رفعت. وبعد عدة أعوام وبينما كان في مهرجان طلابي في بيت العامة أصبح صديقاً للأديب مليح جودت أنضاي. وفي العام الأول من المدرسة الثانوية كان معمله هو «أحمد حمدي طابينار». وطوال المدة التي كان طابينار فيها معلماً له كان يمده بالنصح والتوجيه. وبينما كان الشاعر في فترة الثانويه اشترك مع أصدقائه أوكتاي رفعت ومليح جودت في تأسيس مجلة بعنوان «صوتنا». وكانت هذه الفترة من حياة الشاعر هي الفترة التي أدرك فيها التناغم وقواعد الوزن العروضي وكتب فيها أول أشعاره.
لقد انضم قانيق مجدداً إلى أعمال الفرقة المسرحيه في المدرسة الثانويه ومثال ذلك أنه لعب دوراً في مسرحية «أكتور كين» التي مثلها «رشيد رضا». وتولى دور الأستاذ الصانع في مسرحية الزواج الصعب التي أخذها أحمد وفيق باشا عن موليير والتي عرضها «أرجومنت بهزاد لاف» في بيت العامه في أنقرة، كما نال دور الأب في مسرحية «مونا فاننا» لموريس ماترلينك. وفي السنوات التاليه استمر قانيق في أعماله المسرحية كمترجم، وقد ترجم العديد من المسرحيات إلى اللغة التركية.
تخرج الشاعر من المدرسة الثانويه عام 1932 ودخل كلية الآداب قسم الفلسفة بجامعة إسطنبول. واختير رئيسا لاتحاد الطلبة بكلية الآداب عام 1933. وانفصل عن الدراسة دون أن يُنهي تعليمه الجامعي الذي استمر فيه حتى عام 1935. وبينما استمر في ذهابه إلى جامعة إسطنبول فقد استمر أيضا في وظيفته كمدرس مساعد في مدرسة جلاطاسراي والتي استمر فيها لمدة سنه بعد انفصاله عن الدراسة.

### حياته التاليه ومسيرته الفنية
توجه قانيق بعد ذلك إلي أنقرة وعمل بمكتب النظم الدولية بالمديرية العامة لرئاسة أعمال التلغراف. وبعد أن عاد الشاعر إلى أنقرة فقد التقى مره أخرى بأصدقائه القدامى أوكتاي رفعت ومليح جودت وبدأ هذا الثلاثي في كتابة أشعار بأسلوب متشابه. وبعد اقتراح من «ناهد سري أوريك» بنشر أشعارهم عام 1936 فقد نُشرت أشعار أورخان ولي التي بعنوان (أوريستيس، أبابيل، الدورادو، على رأس أفكاري) في مجلة بعنوان الوجود. وهكذا قدمت المجلة أورخان وأصدقائه إلى العالم الأدبي:
«تم إثراء المحتوى الشعري لمجلة الوجود بأسماءٍ جديده وقويه. وعلى الرغم من عدم تمكن أورخان ولي من نشر أشعاره الأربعة التي يمكنكم قرائتها بالأسفل إلا أنه كان صاحب فن ناضج. وفي أعدادنا القادمه سيتضح أكثر التجديدات التي أضافها أورخان ولي وأصدقائه أوكتاي رفعت ومليح جودت ومحمد علي سال إلى شعرنا».
ولقد تتبعت أشعاره الأولى تلك قسماً من أشعاره الأخرى التي تحمل اسمه المستعار محمد علي سال. وبين عامي 1936-1942 طُبعت أشعاره وكتاباته في عدة مجلات منها الإنسان، الصوت، الشباب، منفضة السجائر، الشباب الثوري بالإضافة إلى مجلة الوجود. وتم قبول أورخان ولي باعتباره شاعر هجا بسبب محتوى وبنية وشكل الأشعار التي كتبها في أعوامه الأولى من تلك الفترة. وبعد عام 1937 بدأ كلاً من قانيق وأنضاي وهوروزجو في نشر أشعارهم بهذا الأسلوب الجديد.

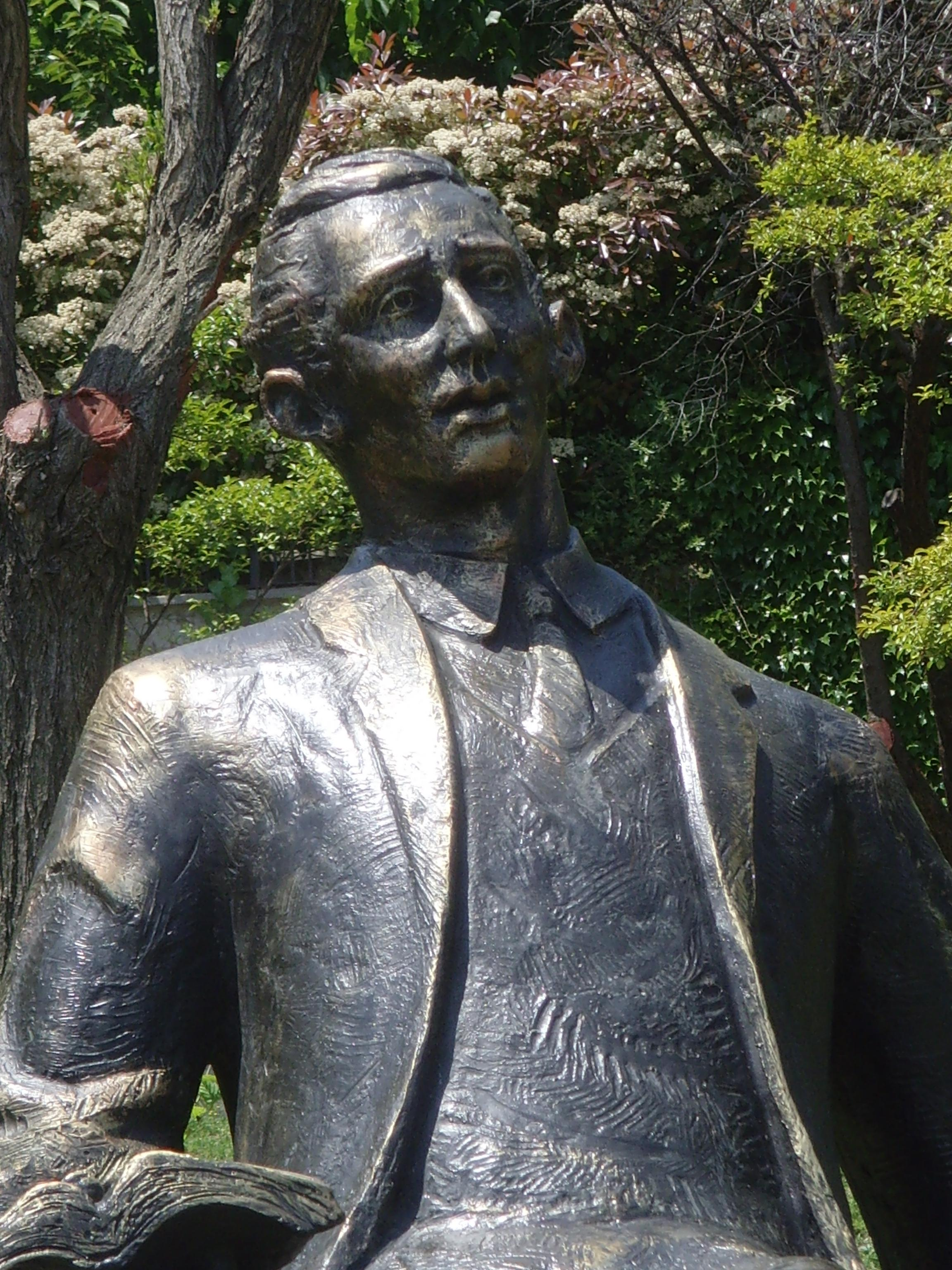
تفاصيل تمثال قانيق الموجود في ساحل روملي حصار

وفي عام 1939 تعرض قانيق إلى حادث سياره مع صديقه مليح جودت أنضاي وبسبب هذه الحادثه دخل في غيبوبه استمرت عشرين يوماً. وكان سبب هذه الحادثة انفلات السيارة والتي كان يقودها أنضاي من أعلى تل «تشابوق براج» إلى أسفله. وفي مايو عام 1941 ذاع صيت ديوانه الشعري الغريب. واحتوى هذا الديوان على 24 شعراً لقاينق و16 شعراً لمليح جودت و21 شعراً لأوكتاي رفعت. أما المقدمة التي لقت شهره بقدر الأشعار التي في الديوان فقد كتبها أورخان ولي. وكان هذا الكتاب بدايه لتيار الغريب الذي سيشار إليه بالتجديد الأول.
إن مؤسسي تيار الغريب وهم قانيق وهوروزجو وأنضاي وأشعار أحمد هاشم والهجائيين الذين جائو قبلهم قد رفضو بشكل جذري أشعار ناظم حكمت الاشتراكية-الواقعية. وكانت الأشعار والمقدمة التي في الديوان سبباً في إثارة الجدل في الوسط الأدبي. خاصه أنهم قد ركزو على القصيدة التي ألفها أورخان ولي بعنوان «واه حسرتاه على سليمان أفندي» فبينما قد أثارت هذه القصيده انتقاداتٍ من بعض الأشخاص،  فقد ادعى أيضاً بعضهم أنها مسروقه. كما قال مجموعه أخرون أنها واحدهٍ من أجمل القصائد التي كُتبت في اللغة التركية. وكانت نتيجة هذه المناقشات أن اشتهرت القصيده. حتى أنه قال عنها الكاتب «نور الله أطاتش» أنها قد حُكي عنها في العبارات وعربات الترام وحتى في المقاهي كماأنها قد اكتسبت طابعاً تعبيرياً. أما عمل أورخان ولي الآخر والذي تميز بأنه مكتوب بلغة الحديث اليومية ونال شهره كشهرة قصيدته «واه أسفاه على سليمان أفندي» فهو قصيدته التي بعنوان «لو أكن سمكه في زجاجة الخمر» والتي كتبها تقليداً وهجاءاً للقصيدة التي كتبها الأديب «أحمد هاشم» والتي بعنوان «لو أكن سناره في تلك البحيرات».
ترك الشاعر وظيفته التي في هيئة البريد والتلغراف بسبب الخدمة العسكرية عام 1942. وأدى مدة خدمته العسكريه في قرية «قافاك» بمدينة غاليبولي حتى عام 1945. وفي هذه الفترة نُشرت له ستة أشعار فقط. وفي عام 1945 أنهى خدمته العسكريه برتبة ملازم ثاني. وبدأ العمل في مكتب الترجمة في وزارة التعليم القومي. ونُشرت التراجم التي نقلها عن اللغه الفرنسية في سلسلة كلاسيكيات الوزارة. وفي فبراير عام 1945 أصدر الشاعر ديوانه الشعري بعنوان «لن أستسلم» أما في إبريل عام 1945 فقد أصدر الطبعة الثانية لديوانه «الغريب» والذي احتوى على أشعاره هو فقط. وعقب هذه الكتب نُشر كتابه بعنوان «مثل الأسطورة» عام 1946 وكتابه «لاحقا» الذي طُبع عام 1947.
ولقد فقد مكتب الترجمة الذي أسسه يوجل أهميته أيضاً نتيجه لاستقالة «حسن علي يوجل» عن وظيفته بوزارة التربية والتعليم عقب انتخابات عام 1946 و. وبعد مده قصيره قدم قانيق استقالته، وقد كان سبب استقالته في السنوات التاليه أنه قد أظهر عدم ارتياحه لجو القمع الذي فرضه الوزير «رشاد شمس الدين سيرار». وكان المتابعون للموقف يرون أن سبب استقالة أورخان ولي هي عدم تأقلمه مع وظيفته. وبعد الاستقالة بدأ يكتب مقالات وأعمال نقد في الجريدتان «حر» و«الحرية المقيده» واللتان أنشأهما «محمد علي أيبار». وفي عام 1948 قام بترجمة حكايات جان دو لافونتين إلى اللغة التركية. ونُشرت مذكرات مسافر في جريدة «الأمه».
عقب التغيير الذي حدث في الوزارة ونتيجه لقائاته مع أصدقائه مثل (بدري رحمي أيوب أوغلو، أبيدين دينو، نجاتي جومالي، صباح الدين أيوب أوغلو، أوكتاي رفعت، مليح جودت) والذين كانو في حالة مشابهه له فقد قررو إنشاء مجلة في نهاية عام 1948. وبتمويل من «محمود ديكاردم» فقد نُشرت هذه المجلة التي حملت اسم «الورقة» في غضون خمسة عشر يوماً. ورغم مساعدات ديكاردم كان أورخان ولي هو مالك المجلة ومدير تحريرها. ولهذا السبب كان يهتم بالمشاكل المالية التي كانت تظهر مع الوقت حتى أنه قد اضطر لبيع معطفه من أجل الاستمرار في إصدار المجلة. أما من أجل إصدار عددها الأخير فقد قام أبيدين دينو ببيع لوحاتٍ كانت قد أهديت إليه. وقد ظهر العدد الأول لمجلة الورقة في 1 يناير عام 1949 والتي نُشر فيها أعمالاً لكتابٍ وشعراء مثل (جهاد صدقي تارنجي، سعيد فائق عباسي، فاضل حسني داغلرجه، جاهد كولابي). ولقد نُشر لها 28 عدداً حتى 1 يونيو عام 1950. وظهر اتجاه فكري ادمي بفضل مجلة الوجود والأعمال الشعرية لأورخان ولي. ونُشرت في هذه المجلة أفكار الشاعر المتعلقه بالأنتخابات التي كانت قد اقترب ميعادها، وبالإضافة إلى ذلك فقد نُشرت أشعار مليح جودت وأوكتاي رفعت الاشتراكية في هذه المجلة. وفي نفس هذه الأيام قام أورخان ولي ومليح جودت وأوكتاي رفعت بعمل اضراب مفتوح لمدة ثلاثة أيام وانضمو إلى الحملة التي تكونت من أجل الإفراج عن ناظم حكمت. وطوال عام 1949 والذي صدرت فيه مجلة الوجود كان أورخان ولي يقوم بتحويل حكايات جحا (المعلم نصر الدين) إلى أشعار، ونشر ديوانه الشعري الأخير بعنوان «المقابل». وقام بمشاركة «شاهبال أردنيز» في ترجمة أعمال وليم شكسبير مثل هاملت وتاجر البندقية واللتان اقتبسهما عن تشارلز لام إلى اللغة التركية.

### وفاته

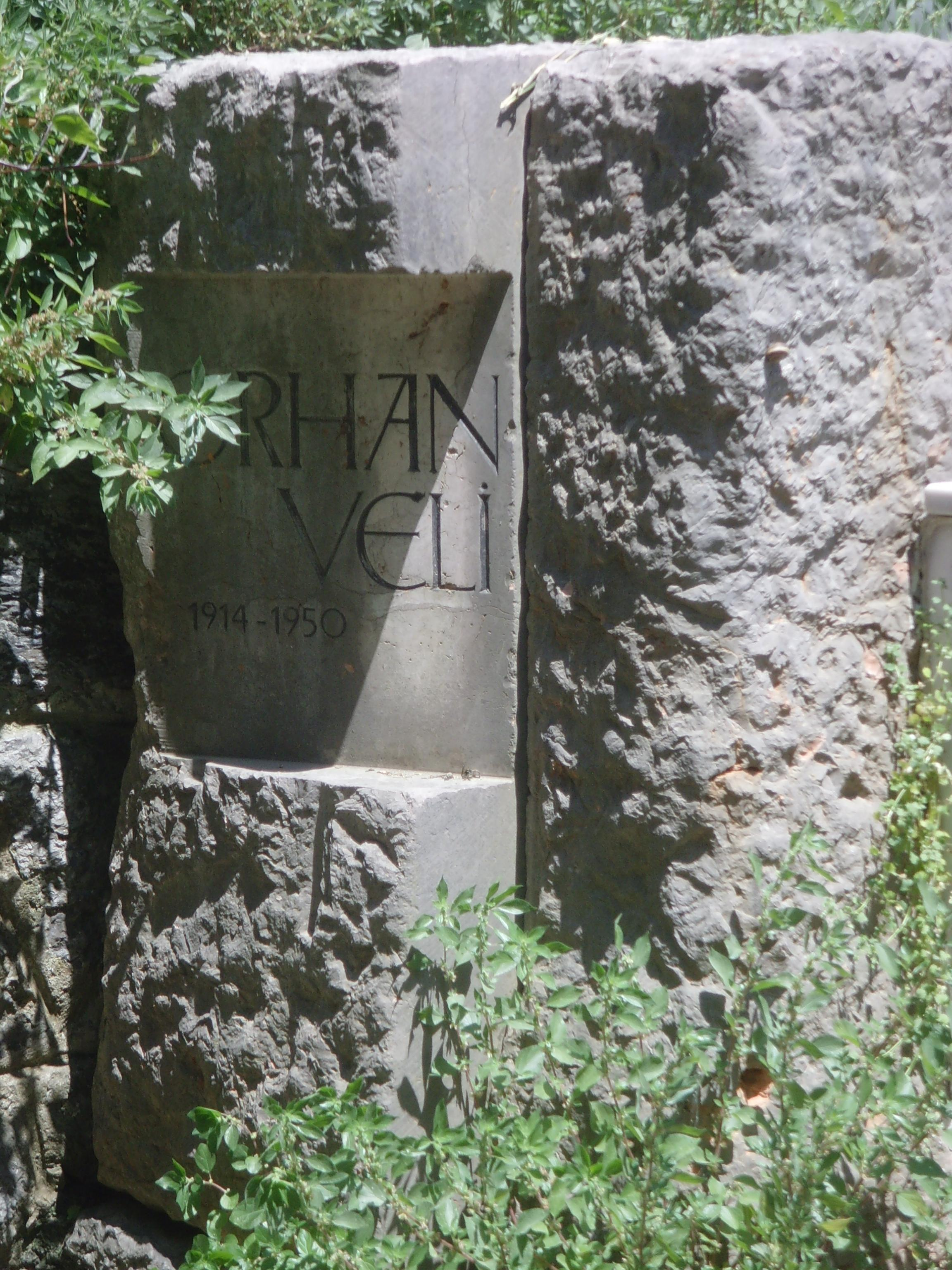
حجر قبر أورخان ولي الموجود في مقبرة آشيان أسري والذي أنشئ من طرف كمال نوفزت وصمم من قبل أبيدين دينو. كتابة أورخان ولي\1914-1950 والتي كُتبت من قِبل أمين بارين على حجر القبر هي بمثابة برهان على عدم تمكن الشاعر من التخلص من القافية التي ثار ضدها في الشعر وذلك حتى وفاته.

عاد أورخان ولي إلى إسطنبول عقب إغلاق مجلة «الورقة». وفي نفس العام في 10 نوفمبر عندما أتى إلى أنقرة لمدة اسبوع فقد سقط في الحفرة التي حفرتها البلديه وأصيب بجرح خفيف في رأسه. وبعد يومين عاد إلى إسطنبول. وفي يوم 14 ديسمبر بينما كان الشاعر يتناول طعام الغداء في منزل صديقٍ له فقد شعر باعياء ونُقل إلى المستشفى. ولم يستطع الطبيب فهم سبب اعياءه الذي كان بسبب انفجار الأوعية الدموية في الدماغ، ووصف له علاجاً على أساس أنه تسمم كحولي،  ولكن إتضح ذلك بعد أن تعرض لنزيف دماغي. وفي نفس الليله دخل الشاعر في غيوبه في الساعة الثامنه حتي توفى دون أن يفيق من غيبوبته في الساعة الحادية عشر والنصف في مستشفى جراح باشا.
وجد «أحمد حمدي طابينار» أستاذ الأدب في المدرسة الثانويه فرصه لزيارة قانيق في المستشفى وحكى عن هذا قائلاً: «لا يظل أورخان هو تلميذي في الصف الأول بالمدرسة. لن أستطع أبداً نسيان اليوم الذي زرتُ فيه أورخان لأخرِ مره في مستشفى جراح باشا وهو شبه عاري تحت خيمة الأوكسجين يلفظ أنفاسه بصعوبه بينما يطلق عينيه ويبدو منها البياض فقط وهو يقبض على عالمنا بخيالاته الجميله بهذا القدر ثم فاضت روحه الذكية التي جلبت اللذة والاختلاف إلى شعرنا».
وفي يوم 16 من شهر نوفمبر وقبل تشريح جثته تم نحت تمثالاً لوجه أورخان ولي من قِبل جمعية أصدقاء الفنون. وشُيعت جنازة الشاعر الذي توفى في عمر السادسة والثلاثين من جامع بايزيد في 17 نوفمبر عام 1950. وحمل الجنازة حشدٌ من الأكاديميين والكتاب والفنانين حتى منطقة سيركجي. ومن هناك أحضروه إلى مقابر أشيان ودفنوه. وأخرجو من جيب سترته التي كان يرتديها فترة مرضه شعراً بعنوان «بوابة الحب الرسميه» مكتوباً على ورقهٍ صفراء ملفوفهٍ حول فرشاة أسنانه. وأصدر أصدقائه مجلة بعنوان «الورقة الأخيره» في ذكراه في 1 فبراير عام1952. ونُشر فيها شعره «بوابة الحب الرسميه» ولم يُنشر شئ آخر لأورخان ولي في هذه المجلة التي طبع منها عدداً واحداً فقط.

### بعد موته
تم إطلاق حملة «قبر أورخان ولي» من قِبل مجلتي الوجود والمصدر. وبعد تدعيم عدة أسماء لهذه الحملة مثل سعاد تاشر وعثمان أتيلا تم إنشاء مشروع مقبره لأورخان ولي وأبيدين دينو، وأنشأ هذه المقبرة «نوفزت كمال». وبعد وفاته كتب أصدقاءه أشعاراً من أجله فكتب «حليم شفيق جوزلسون» شعراً بعنوان تشريح الجثة، وكتب «أرجومنت بهزاد لاف» شعراً بعنوان المحنه. أما أوكتاي رفعت فقد كتب شعر رثاء. وفي عام 1965 قامت دار نشر «سوهر كامب قيرلاج» والتي توجد في مدينة فرانكفورت بنشر 49 شعراً مختاراً مترجماً إلى اللغة الألمانية من قِبل كلاً من «يوكسال بازاركايا وهالموت فادير» بعنوان «بيوسيا». ويوجد كتاب باللغة الألمانية يتحدث عن الشاعر. وتُرجمت أشعار أورخان ولي إلى اللغة الإنجليزية واللغة الأوزبكية.
ولم يُنشر لأورخان ولي قبل موته أعماله التي ترجمها مثل (أنتيجون عن جان أنويه والساقطة الفاضلة (مسرحية) عن جان بول سارتر). وتم عرض عمل الشاعر الذي بعنوان أنتيجون بعد وفاته في مسرح الدولة بإسطنبول، أما الساقطة الفاضلة (مسرحية) فقد تم تمثيلها على «مسرح الساعة السادسه» في نهاية عام 1950. وفي عام 1988 تم وضع تمثال أورخان ولي في حديقة صغيرة على ساحل رومالي حصار. ونُحت في هذا التمثال كتاباً في يد الشاعر ويقف خلفه طائر النورس. أما وجه أورخان ولي فهو ينظر إلى مضيق البوسفور.

## صفاته الشخصية والجسدية
يُعتقد أن صفات أورخان ولي الشخصية والجسدية ترتبط بشكلٍ ما مع أشعاره وإدراكه الفني. وقد تحدث "جمال ثريا" عن قانيق قائلاً: "إن هذا هو شاعرنا الجديد والذي عمل على تأسيس المهنة الشعرية وبنى نظريته ليس على كتاباته وإنما على شيئان أخران هما: حياته (شكل معيشته) وأشعاره. وقد كون أورخان ولي تيار الغريب ليس فقط بأشعاره وإنما بحياته اليومية وعلاقاته العاطفية والشائعات التي أطلقها عليه المحيطين به وبفيزيائيته خالقاً نوعاً جديداً من الشعراء. وقد حكى عنه شقيقه "عدنان ولي" قائلاً: "كانت عظام جسده بارزهً إلى حد ما، وكان يتميز بطول الذراعين والساقين، كما كان يمشي حانياً صدره إلي الأمام قليلاً. كانت يداه رقيقةً وبيضاء. وكانت أصابعه طويلهً كالرجال العقلاء، وأظافره ورديهً كما أنها طويله ومستديره. كان ذو جبههٌ عريضه وذقنٌ مدببه. وكانت شفتاه ممتلئتان وأنفه مرتفعه. وكان وجهه خشناً بسبب ظهور حب الشباب له في فترة المراهقة". أما صديقه سعيد فائق عباسي فقد وصفه في حديثه الصحفي قائلاً: "كان يمتلك ساقان رفيعتان للغاليه، معطف قصير، وشاحاً للرقبه يميل للون الأصفر الكناري، وجهاً مثلثاً، ظهراً يشبه الصدر المنفوخ، وجهاً - إذا صح التعبير - أفسدته فترة المراهقة".
كان أورخان ولي يعامل الجميع بكياسه ولا يكسر قلب أحد ويحترم الناس من حوله وكان من بين أصدقائه المقربين (أوكتاي رفعت، مليح جودت، بدري رحمي أيوب أوغلو، سعيد فائق عباسي، سعاد تاشر، فكرت عادل، أجوب أراد). أما الصديق الذي كان هو الأقرب له في أيامه الأخيرة فهو «صباح الدين أيوب أوغلو». فأورخان ولي هو الشاعر الذي شرح تيار الغريب ليس فقط بما كتبه وإنما بمواقفه تجاه الحياه ولم يتراجع عن استخدام فيزيائيته في هذا السبيل. ولهذا السبب يٌعتقد أنه قد عاش حياته وفقاً لشعره وليس لكون شعره نتجه لحياته.

## حياته الفنية

### شاعريته

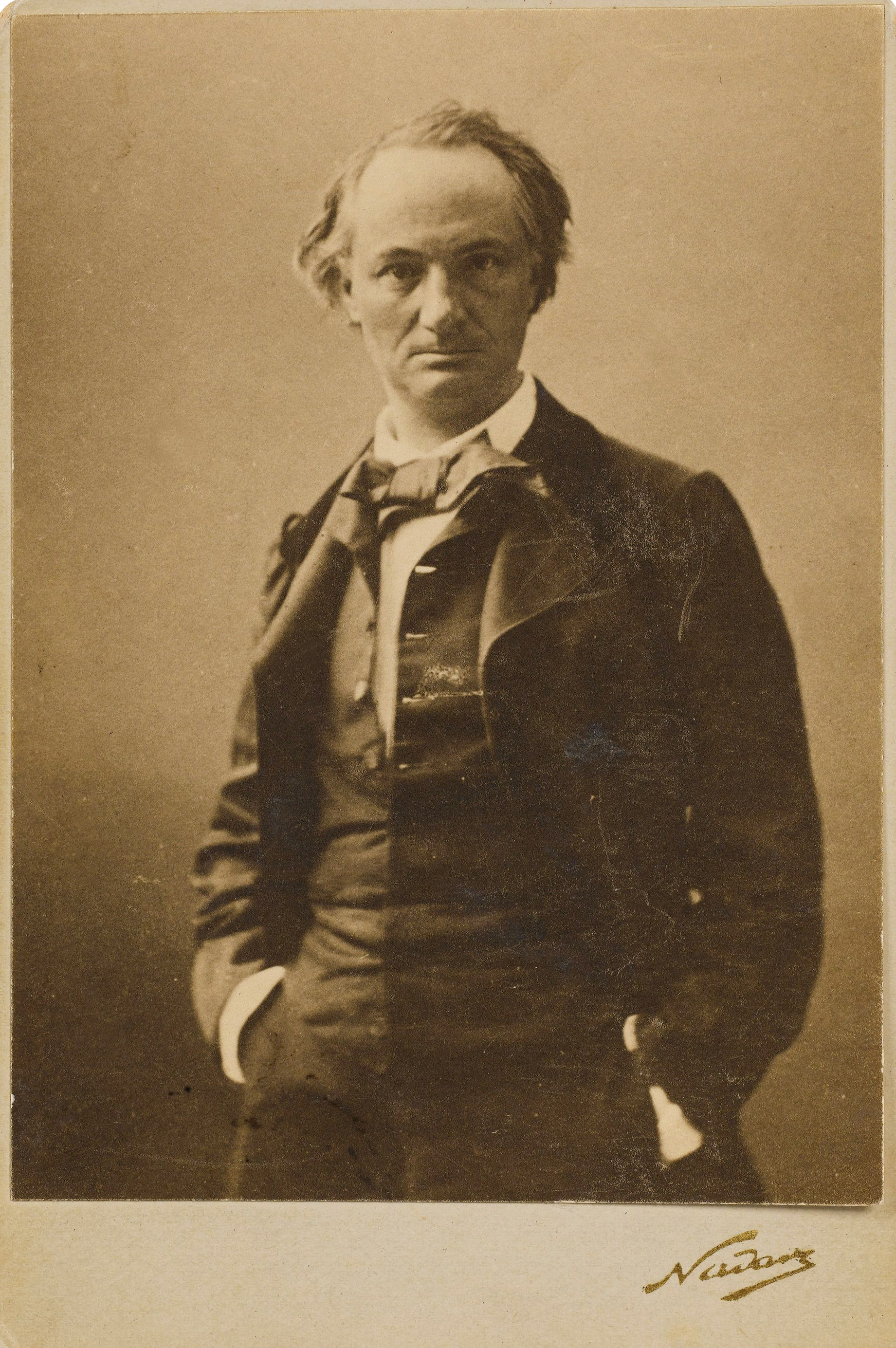
كان يوجد شعراء فرنسيين قد أثرو على أورخان ولي في أيام دخوله إلى عالم الأدب وعلى رأسهم أسماء مثل شارل بودلير، بول فرلان، آرثر رامبو. وقد أصبح أورخان ولي واحدا منهم وخاصه أيضا أنه أصبح واحدا من الممثلين الرمزيين الذين في تركيا.

يمكنا دراسة الحياه الشعرية لأورخان ولي قانيق والتي بدأت عام 1936 في ثلاثة مراحل: قبل فترة الغريب (1936-1941)، فترة الغريب (1941) وبعد فترة الغريب.

#### قبل فترة الغريب
يمكن دراسة أشعاره في هذه الفترة وأشعاره القديمة والجديده على مرحلتين.

##### أشعاره القديمه
تم نشر أول شعر لأورخان ولي في مجلة الوجود بتاريخ 1 ديسمبر عام 1936. وكان الشعراء مثل (أحمد حمدي طابينار، أحمد مهيب ديراناس، أحمد قدسي طاجار، نجيب فاضل) يتبعون نهج الأشعار المستفاده من قوة الرموز الشعرية المتكونة في تلك الأيام أخذين الإلهام من رمزية وفرنسية الشاعر أحمد هاشم. أما الشاعر «جاهد صدقي طارانجي» وهو الشاعر الآخر الذي تبنى مفهوم الشعر النقي فقد كان على عكس المعاصرين له فكان يعمل على إبراز الحياة اليومية في أشعاره. أما كلاً من (ناظم حكمت وأرجومنت بهزاد لاف) فكانو يكتبون أشعاراً اجتماعيه حره بدون وزن وبتجديدات تشمل الشكل والمضمون.
وكانت أشعار قانيق الأولى متعلقه بأسلوب كلاً من (نجيب فاضل، أحمد مهيب، أحمد حمدي، جاهد صدقي). كما كانت هذه الأعمال تُكتب متضمنه للتقاليد القديمه من حيث المضمون والشكل واللغة والأسلوب. واستخدم أورخان ولي القافية في أشعاره هذه على عكس دراساته التي وضعها فيما بعد كما احتوت أشعارها على الصفات والمتشابهات بطريقةٍ تقليديه. ولا نصادف السخرية أبداً في أشعاره بتلك الفترة التي تناول فيها موضوعات مثل (الموت، الطبيعة، الحلم، الزمن، الحب). ولأن الشاعر لم يكن قد حسن من لغته حتى وقته هذا فقد كان تحت تأثير الشاعر شارل بودلير من حيث المفهوم الشعري وبنية الشطرة الشعرية، كما كان تحت تأثير الشاعر نجيب فاضل في الموضوع واللغة واللفظ والأسلوب. وأظهر الشاعر حياته الشخصية وما فيها من وحده ويأس في أشعاره تلك الفترة التي احتوت على أعمال مثل (اليوم يشرق، أوريستس، السريع، الدورادو، الذئب، المسكين). وأعرب بلغته عن رغباته وألامه وحبه. واهتم أورخان ولي في أشعاره القديمة بالمشاعر أكثر من العقل وبالرومانسية أكثر من الواقعية وبالفردية أكثر من الاجتماعيه. ومن هذه الزاوية فقد تأثر بالشعراء الأجانب الذين أحبهم والذين كانو مدخلاً له إلى الوسط الأدبي وهكذا تمت إضافة قانيق بين الشعراء الذين اقتفى أثرهم في تركيا.

##### أشعاره الجديده
بعد عام 1937 تبنى الشاعر اسلوباً جديداً والذي كان بدايه إلى تيار الغريب مبتعداً عن المفاهيم الشعرية القديمه. ونُشرت هذه الأشعار الجديده للشاعر بين عامي 1937-1941 في عدة مجلات مثل (الوجود، الإنسان، الشباب الثوريين) وأيضاً نُشرت بعد وفاته في مجلتي الوطن (عام 1952) وبابيروتس (عام 1967). وقد كُتبت هذه الأعمال التي بلغ عددها 51 عملاً والتي كانت النماذج الأولى لتيار الغريب بلغةٍ مبالغٍ فيها.
قرر أورخان ولي إظهار أعمالاً مختلفه عن أشعار عصره فقام أولاً بإخراج الوزن والقافية وبعدها أخرج عناصر التصوير والعناصر الشعرية والخيال والزينة. وبدأ الفنان الذي اهتم بالبساطة والسهولة في إعطاء أهمية للعقل أكثر من المشاعر. وكان قانيق الذي بدأ في ترجيح الكلمات التي يستخدمها يبدو للشعب وكأنه كافر، يائس، ساخر، متشائم تجاه الحياه. أما مواضيع أشعاره الجديده فكانت أغلبيتها عن (الطبيعة، الإنسان، الحب، الطفولة، الحرب، الحياه، شرب الخمور، السفر). وبدأ الشاعر في هذه الفترة في كتابة أشعارٍ قصيره. وقال الشاعر «نور الله أطاتش» أن هذه الأعمال قد ذكرته بأشعار الهايكو اليابانيه والكتابات السريالية الفرنسيه. وقد صرح أورخان ولي أيضاً أنه قد قرأ كثيراً هو وأصدقائه في تلك السنوات عن السرياليه الفرنسيه. ولكن الفنان قد تميز عن السرياليه بخصائص وهي استخدامه علامات الترقيم وامتناعه عن استخدام الرموز مع الصور ومحاولته لتحويل الشعر إلى فن يخاطب عقول الناس وليست مسامعهم. وقد ظهرت قلة خبرة قانيق المتعلقه بالأسلوب الجديد الذي سعى لتكوينه في بعض أشعاره. وفي هذه الأشعار تكون الشطرات بجانب بعضها البعض مكونه نثراً. ومن بين أعمال الشاعر المتعلقه بهذه الفترة (الطفل السئ، الشجرة، الطائر، السحاب، الزبدة، رجل العصابة، مساء الأحد).

#### فترة الغريب
قام أورخان ولي مع كل من مليح جودت وأوكتاي رفعت بنشر ديواناً شعرياً بعنوان «الغريب» عام 1941. ويُعتبر نمط الشاعر في هذا الكتاب بالمقارنة مع الفترة السابقة أكثر تناسقاً وتقدماً. وقد كتب قانيق بنفسه مقدمة هذا الكتاب ووضح فيها أفكاره حول الشعر. وتعتبر هذه المقدمة بياناً رسمياً لتيار الغريب. وكان المثقفون في تلك الأيام ينظرون إلى أورخان ولي على أنه غريباً بسبب مفهومه الشعري هذا. ويُعتقد أن اسم التيار قد جاء من وجهة النظر هذه. ولد تيار الغريب وكأنه رد فعلٍ على المفاهيم الشعرية السابقه عليه. ورفض قانيق وأصدقائه أعمال أحمد هاشم والأشعار الهجائية الاشتراكية لناظم حكمت. ولم يستخدم الشاعر في أشعاره في هذه الفترة لا الوزن ولا نظام القافية القديم. فهو يرى أن الوزن والقافية ليست أشياء ضروريه مطلقاً من أجل الشعر الحقيقي. وإذا كان قانيق قد رفض نظام القافية إلا أنه قد اعترف بالتكرارت الصوتيه غير المنتظمه وكلّفهم بالمهمة الأساسية وهي التي تتكون بالتركيز على المعنى. ويُمكن أن نرى عند دراسة أعماله اعترافه بالتكرار ويتمثل هذا في تكراره للأصوات الفنيه، تكراره للعبارات الكلاميه، تكراره لتسلسل الكلمات، تكراره للواحق، تكرار نفس الشطرات.
أما الخاصية الأخرى المشتركه بين أشعار فترة الغريب فهي انتقال طبيعة لغة الحديث الخاصة بأورخان ولي واللغة التركيه العاميه وحتى العامية الشعبية إلى أعماله. وكانت كلمة «ناصر» التي استخدمها الشاعر الذي استخدم أيضا كلمات أخرى مثل (الساذج، السيجارة، السبانخ، الراقي، هتلر، صندوق الرسام) في أشعاره التي بعنوان (كتابة سنغ مزار) سبباً لإثارة الجدل. وهكذا كان قانيق يهدم مفهوم الرومانسية الذي كان مسيطراً على الشعر سواء أكان شعراً ديوانياً أم شعبياً. ومن ناحية أخرى وبسبب ترك استخدام أساليب التشبيه والاستعارة فقد ظهرت لغه بسيطه في أشعاره. أما التجديدان الأخران اللذان صنعهما أورخان ولي فهما وضعه فلسفه إنسانيه واضحه وملموسه بدلاً من الفلسفة الإنسانية الكونيه التي تطرأ على اللغة باعتبارها ملخصاً دائماً في الشعر التركي وإشعار نفسه بأنه الشاعر الذي رجم التقاليد لأول مره واستهدف أشخاصاً معينه. وفي تلك الأيام إتجه أورخان ولي إلى الموضوعات الاجتماعيه حتى أنه كتب أشعاراً شخصيه. وحاول تفسير العادات التافهه مع وجهات النظر الضيقة بكلماتٍ ساخره. كما أنه يقال أن الشاعر قد أزال سيطرة الشطرات في الشعر حيث قلل من عددها وحجمها من حيث الهجا والكلمات التي في الشعر.

#### بعد فترة الغريب
قام أورخان ولي بنشرِ أربعةِ كتب بين عامي 1945-1950 والتي أُطلق عليها اسم «بعد فترة الغريب»: (لم أستسلم (عام 1945)، مثل الأسطورة (عام 1946)، لاحقاً (عام 1947)، المقابل (عام 1949)). كما أنه يوجد أيضاً أشعاراً كتبها الشاعر بين عامي 1949-1950 ولكنها لم تُنشر بسبب وفاته. واستطاع قانيق أن يجمع الأشعار التي كتبها في فترة ما بعد الغريب في مجموعتان رئيسيتان هما «استمرار الغريب» و «المختلف عن الغريب». وقد وضح الشاعر التغييرات التي في فنه في مقدمة الطبعة الثانية من ديوانه الغريب عام 1945 قائلاً: «كنت قد كتبتهم قبل خمس سنوات. وكنت سأقول نفس الأشياء بعد خمس سنواتٍ أيضاً مما كان سبباً في أن أعيش بعدها».
وفي هذه الفترة يمكن أن يُنظر إلى أعمال وأيضاً أفكار أورخان ولي الذي كان بدأ في التميز على أنها محاولاتٍ لإثراء الجانب الفلسفي لأشعاره والتي يعمل على بنائها متجنباً تدميرها. وكانت بداية الشاعر في استخدام القافية في عمله الذي بعنوان «لم أستسلم» هي إحدى الجوانب التي كانت عاملاً على التغيير. أما الخاصية المميزه لهذه الفترة فهي تأمل الشاعر في أشعاره الشعبية وأعماله التي يهتم فيها بما يسمعه. ويعتبر شعره الذي بعنوان «أتراك إسطنبول» والذي نال مكاناً في ديوانه المسمى «لم أستسلم» هو نقطة التحول في هذا الموضوع. كما أن شعره الطويل الذي بعنوان «أتراك على الطريق» والذي نال مكاناً في ديوانه المسمى «مثل الأسطورة» هو نموذج للفنان في توجهه إلى هذا الأسوب. وفي هذه الفترة أيضاً قلل أورخان ولي من عناصر الجملة في أشعاره. وحتى إذا كانت معظم مواضيع أعماله التي في صورة شعر شعبي هي مشاعر فرديه إلا أنه قد تناول مواضيع اجتماعيه أيضاً وخاصه في أعماله التي بعنوان «لاحقاً» و«المقابل». وقد ادعى الأديب «عاصم بزيرجى» أن السبب في بدء أورخان ولي في تناول موضوعات بهذا الأسلوب هو الغلاء والفقر واللذان وصلا حتى الطبقة العليا والوسطى عقب الحرب العالمية الثانية. واستمر قانيق في استخدامه الكلمة في شكل يشبه بنائه للجمله والشطرة فيما عدا الأعمال التي تحمل خصائص الشعر الشعبي. ومن جانب آخر وبالرغم من اقترابه إلى الشعر الشعبي فقد بدأ في استخدام التجديدات التي صادفناها في أشعاره بالفترة الأولى بكثره. ولكن لم يكتمل اقتراب الشاعر نحو الثقافة الشعبية بسبب وفاته.

### دراساته الأخرى

#### تراجمه

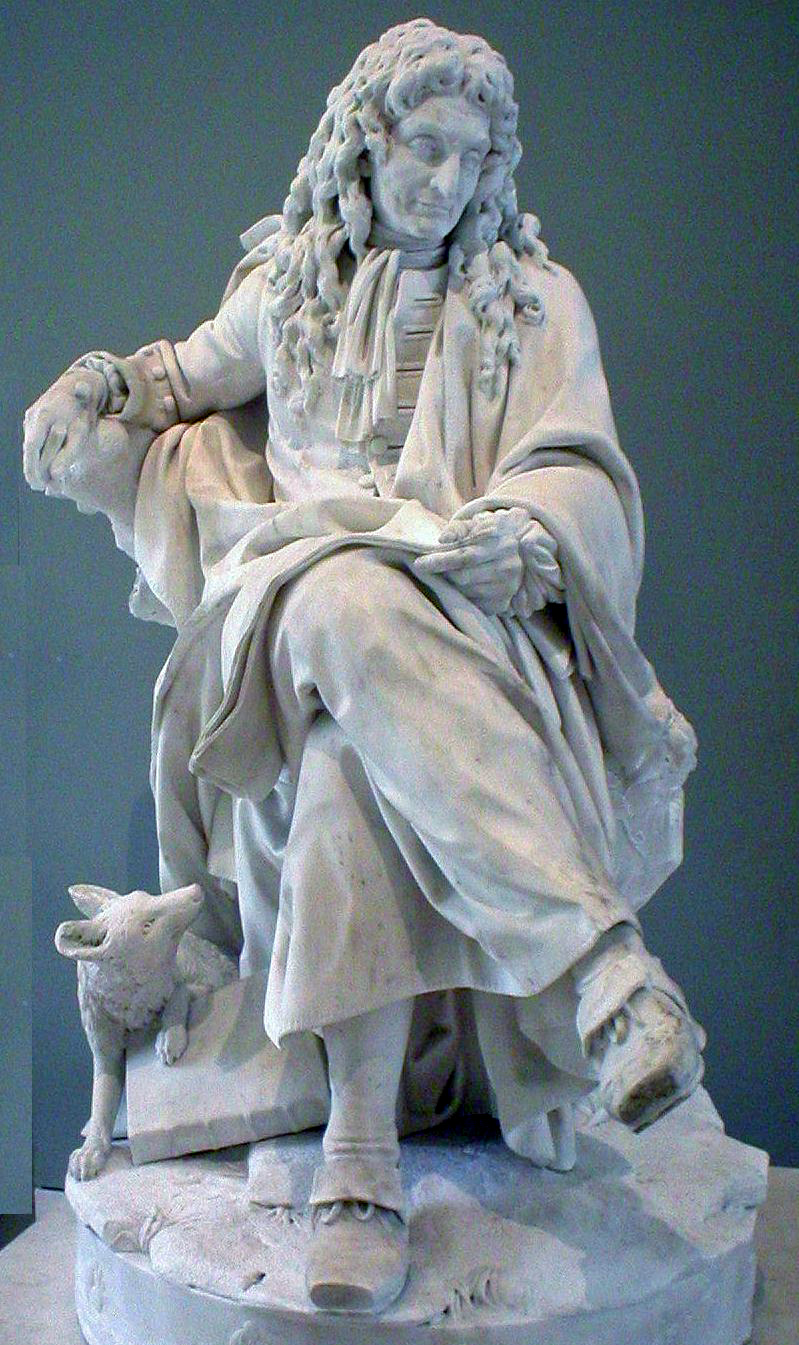
ترجم الشاعر 49 حكايه رمزيه عن الأديب جان دو لافونتين باعتبارهم شعرا عام 1948. نشرت هذه الترجمات في مجلدان من قبل منشورات دوغان كاردش.

قام أورخان ولي بترجمة أشعار وحكايات ومسرحيات إلى اللغة التركية. ولأول مره قام الفنان بكتابة السير الذاتية للشعراء والتي أخذت مكاناً في مقدمة كتاب «مختارات الأشعار الفرنسيه» والذي تمت طباعته من قبل دار الوجود للنشر عام 1947. وقام قانيق بترجمة إحدى وثلاثين شعراً من أشعار الكتاب الذي بعنوان «أشعار من الغرب» والذي أعده برفقة أوكتاي رفعت ومليح جودت. أما كتاب «في الخرافات عن لافونتين» والذي طُبع من قِبل منشورات دوغان كاردش فقد تُرجم فيه تسعه وأربعين حكايه للكاتب جان دو لافونتين. ويُعتقد أنه يوجد علاقه قريبه بين فلسفة جان دو لافونتين والرؤية الحياتيه للشاعر. ويدعم هذا الاعتقاد أن أشعار أورخان ولي تحمل حكايات عن أشخاص وكذلك الموقف الساخر للفنان تجاه الحياه. وترجم أورخان ولي بين عامي 1937-1941 كتاب الشعر الياباني هايكو للشاعر الياباني «كي كا كو» إلى اللغة التركية. وطُبعت هذه الأشعار على فتراتٍ زمنيه في مجلة الوجود. وفي 19 مارس عام 1946 نُشرت جميعها أيضاً تحت عنوان «هاي كاي» في العدد الخاص بالأشعار في مجلة «الترجمة». ويوجد ثلاث حكاياتٍ للكاتب نيقولاي غوغول في الكتاب الذي بعنوان «الحكايات الثلاث» والذي نُشر عام 1945. وقد ترجم أورخان ولي واحدةٍ منهم بعنوان «الأنف والسيارة». كما قام بمشاركة الكاتب «شاه بال أردنيز» في ترجمة مسرحيتي وليم شكسبير وتاجر البندقية واللتان تم تحويلهما إلى حكاياتٍ للأطفال من طرف الكاتب تشارلز لام.
والترجمة المسرحيه الأولى التي قام بها أورخان ولي بالتعاون مع أوكتاي رفعت هي ترجمة العمل الذي بعنوان «ليكن الباب إما مغلق أو مفتوح» للكاتب ألفرد دي موسيه عام 1943. وفي العام التالي قام بترجمة رواية «البربريه» لنفس الكاتب إلى اللغة التركية. وقد نشرت وزارة التربية والتعليم هذه الترجمة باعتبارها الكتاب رقم 53 للأعمال المترجمه من الأدب العالمي. وترجم الفنان الثلاث مسرحيات للمؤلف موليير عام 1944. أما ترجمة أورخان ولي للمسرحية التي بعنوان «أنتيجونا» للكاتب جان أنويه فلم يستطع نشرها قبل موته. وعقب وفاة الشاعر تم عرض هذه المسرحيه على مسرح إسطنبول الدولي. أما تراجمه الأخرى التي طُبعت والتي عرضت بعد وفاته فهي مسرحية الساقطه الفاضله للكاتب جان بول سارتر. وكان قانيق يعمل على ترجمة مسرحية الكلاب والذئاب للكاتب «إيرينا نيميروفسكي» إلى اللغة التركية وهي آخر ترجمةٍ مسرحيةٍ له. وأغلق الفنان عينيه عن الحياه بينما كان يترجم في الصفحة رقم 105 لهذا العمل الذي يتكون من 245 صفحه. أما العملان الأخران اللذان لم يستطع أورخان ولي إكمالهما هما «الأميره إيليت» للكاتب موليير و«رسالات مختاره» للكاتبه مدام دي سيفينيه.

#### كتاباته النثريه
بدأ أورخان ولي في كتابة الحكايات منذ عام 1947 وحتى وفاته كان قد كتب ستة حكايات. نُشرت هذه الأعمال في مجلتي «تانين» و«حكايات مختاره» وكذلك في المجلات التي أنشأها هو بنفسه. وكما هو الحال في أشعاره فقد تناول الشاعر أيضاً في حكاياته موضوعات الحياه اليومية والناس. ومع الوقت تناول موضوعاتٍ في النقد الاجتماعي. ونُشرت هذه الحكايات بعنوان «هوشجور كوفتاجيسي» عام 2012. ونُشرت لقانيق 21 مقاله و6 (عدد) حكايات و7 (عدد) كتابات نقديه في شكل كتاب لأول مره عام 1953 باسم «كتابات نقديه» وذلك من قِبل دار الوجود للنشر. أما في السنوات التاليه فقد قام الكاتب «عاصم بزيرجى» بنشر الأعمال النثريه للشاعر جامعاً إياها في كتبٍ مختلفه. وهما عباره عن اثنينِ من الكتب «عالمنا الأدبي» والذي نُشر عام 1975 و«جميع كتاباته» والذي نُشر عام 1982.

### الموضوعات التي تناولها
كانت إحدى أكبر الاضافات في الشعر التركي والتي أضافها أورخان ولي وأصدقائه والذين اعتقدو بأنهم يستطيعون اتخاذ كل شئ موضوعاً للشعر هي تطبيقهم هذه الاعتقادات في أعمالهم. ولأجل هذا فقد اتخذو الإنسان موضوعاً لهم في المرتبة الأولى. وهكذا بدأو في هدم نمط الإنسان المثالي الذي كانو يصنعون منه بطلاً في الأشعار القديمه. وفي الأدب الديواني كان الإنسان هو الوجود المجرد الخالي من العيوب والذي يبحث عن الحب. وبينما كان البطل المحارب سائداً في أعمال مجتمع الشعراء مثل (نامق كمال، توفيق فكرت، محمد عاكف آرصوي) كان المواطن الذي يسعى وراء المشاكل اليومية هو الرائد في أعمال أورخان ولي. فمثلاً بينما كان سليمان أفندي هو بطل أشعار «كتابات سنغ مزار» كان ناصر هو أهم مشكله في الحياه فهو الرجل الذي كان لديه مشاكل وجوديه والذي كان يعتبر عاصياً حتى ولو أحيا ذكر الله كثيراً. وصرح أورخان ولي الذي كان مهتماً بسليمان أفندي قائلاً: «أنا أردت البحث عن حياة رجلٍ بسيط قضى حياته في بساطه ولهذا لم أكتب لكي أصنع عجائب ولم أكن أخمن قبل أن أنشر الشعر أنكم ستتعجبون بهذا القدر». أما الذين انتقدوه من أجل الاهتمام بناصر وادخاله إلى الأدب فقد أجابهم قائلاً: «إنني أعتبر أن ناصر هو الأهم من أجل الإنسان الذي ليس لديه معاناه معنويه كبيره من حياته».
وقد استخدم أورخان ولي أيضاً موضوع النقد الاجتماعي كثيراً. ولكن الشاعر كان يعمل مستخدماً أسلوب السخرية والمحاكاة على عكس أسماء من الشعراء مثل نامق كمال، ناظم حكمت، توفيق فكرت والذين قد أعطو نماذج لهذا النوع من هذا الموضوع من قبله. واتُهم الفنان بأنه شاعر برجوازي بسبب عدم مدافعته عن أي أيدولوجيه في الشعر وعدم ثباته على حاله واحده في أشعاره التي يمكنه أن يصنع منها نماذجاً مثل (رسالة الخردل، مستحضرات الشعر، لأجل الوطن، الشعر الحر والمزيل). وقد تناول أورخان ولي موضوعات الحب ومعاملة الجنس اللطيف كثيراً في أشعاره مثل (الشائعة، الوعد، تاحت طور، شعر الشانلو، ساراسربا، زوجتي السابقه، فناء الحب الرسمي). وتعتبر أشعاره (الشجرة، الطائر والسحاب، الحلم، روبنسن) من بين نماذج هذا الموضوع أيضاً. ونغمة الشعور في الأشعار التي كتبها الفنان بإدراكه الطفولي أكثر بكثير بالمقارنة مع أشعاره الأخرى. ومن بين الموضوعات الأخرى التي تناولها الشاعر موضوع «بهجة الحياه» ومنها أشعاره (ما أجمله، ذهب من الشارع، الطقس الجميل، فجأه) وموضوع «الحرب» ومن نماذج أشعاره (مثلنا، الزبد، رجل العصابة) وأيضاً موضوع «السفر» ومن نماذج أشعاره (السفر، الترحال). ويرى الكاتب «طلعت سعيد هلمان» أن أورخان ولي هو الشاعر الذي وضع مواضيع بهجة الحياه وعدمية الوجود وكأنها نظاماً في الشعر التركي. وبالإضافةِ إلى ذلك تم قبول قانيق ونديم ويحيى كمال بياتلي ضمن شعراءإسطنبول المعتبرين في الشعر التركي.

### اسمه المستعار
لقد استخدم أورخان ولي اسماً مستعاراً له وهو «محمد علي سال» ونُشرت أشعاراً كثيره له بهذا الاسم. ومثال ذلك أن أول أشعاره التي نُشرت في مجلة الوجود في العدد الذي صدر في ديسمبر عام 1936 كُتب عنها في المجلة: «تثري مجلة الوجود طاقمها الشعري باسم شاب قوي وجديد وهو أورخان ولي الذي ستقرأون أشعاره الأربعة بالأسفل والذي بالرغم من أنه لم تُنشر كتاباته حتى الآن إلا أنه صاحب فن ناضج وسنوضح في عددنا القادم الأسلوب الجديد الذي جلبه هو وأصدقائه أوكتاي رفعت، مليح جودت ومحمد علي سال إلى شعرنا». وقد وضح صديقه أوكتاي رفعت سبب تعلق الشاعر بهذا الاسم المستعار قائلاً: «غالباً هو يصدر أشعاره بهذا الاسم حيث أنه لا يستطيع التخلي والانفصال عنه». أما أورخان ولي فقد أجاب على سؤال الكاتب «باقي سوها أديب أوغلو» والمتعلق بموضوع اسمه المستعار هذا قائلاً:
«في ذلك الوقت كنت أنشر أشعاراً كثيره. ودائماً لم يكن اسمي يبدو مناسباً لا بالنسبةِ لي ولا للمجلات. وأيضاً محمد علي سال هو اسم عباره عن أداه لبعض تجاربي».

## تأثيراته
كان لأورخان ولي تأثيراً على عدةِ شعراءٍ مشهورين كالشعراء الراود والشعراء الذين كانو قدوه للشعراء الشباب في فترة الغريب. وإذا كان أوكتاي رفعت ومليح جودت قد اتجهو إلى تطوير الشعر بعد وفاة قانيق إلا أنه قد استمر تأثير شعر الغريب على عالم الأدب التركي طوال عام 1950. ويصادف كثيراً في المجلات أشعاره التي كانت نسخه لهذا التيار. وقد علق دكتور محمد دوغان والذي كان مهتماً بهذا الأسلوب من الشعر قائلاً: «بدون التوقيعات لا يتضح إلى من يعود الشعر». وفي تلك الأيام نشأت الحركة الشعرية أيضاً والتي أعطاها «مظفر أردوست» اسم التجديد الثاني تعقيباً على تيار الغريب الذي يُعتبر التجديد الأول. ومن بين أسماء الشعراء الذين برزو في هذا التيار (إيلهان برك، جمال ثريا، أديب جانسفر، طورغوت يويار، سازائي كاراكوتش، أجا أيهان). وقد أسهم التجديد الثاني أيضاً مثل تيار الغريب والذي سُمي التجديد الأول إسهاماً كبيراً في تطوير الشعر التركي. وعلى عكس أصحاب تيار الغريب فقد دافع أصحاب التجديد الثاني عن تقريب المعنى بدلاً من توضيحه وعن التجريد بدلاً من التحديد وعن المفهوم الشعري التصويري والشكلي.

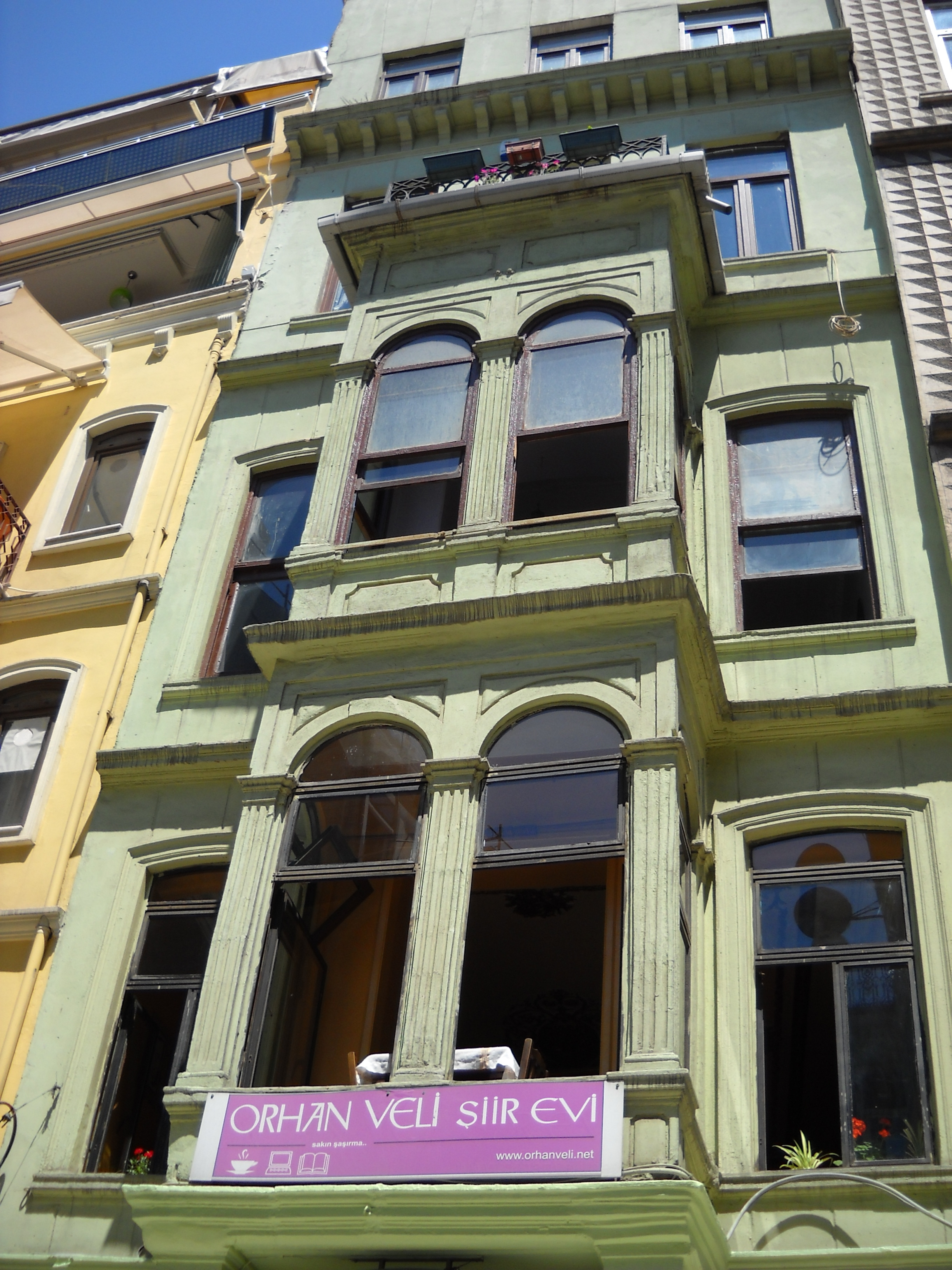
منزل أورخان ولي للشعر الموجود في شارع الامام عدنان في بايوغلو.

لقد كتب بعضاً من الشعراء البارزين في التجديد الثاني أشعاراً متأثره بتيار الغريب في الأيام الأولى التي بدأو فيها الشعر. فمثلاً «أديب جانسفر» كانت مقالاته عباره عن أعمال في هذا الأسلوب اللغوي وفي موضوع بهجة الحياه. وعندما استقر «طورغوت يويار» في المدينة الكبيره عام 1958 فقد انعكست البيئة المحيطه والثقافة المتغيره على أشعاره. وقد وضح يويار كيف أنه استطاع التماشي مع هذا التغيير والبعد عن تأثير أورخان ولي في هذه الجملة حيث قال: «إن السبب الذي دفعني لكتابةِ الأشعار التي كتبتها هي رؤيتي للتغيير من حولي ففجأه العالم يتحضر وفجأه وجدت لمبات النيون والفنادق الكبيره والأحوال التي تنبئ عن تطوراتٍ جديده، يكفي هذا يجب أن أتخلص من كتابة الشعر على نهج أورخان ولي». كما قال «أحمد أوكتاي» أن مختلف الشعراء من أول الشاعر «رفعت إيلجاز» وحتى الشاعر «صبحي طاشهان» قد تأثرو بتيار الغريب وأورخان ولي بدرجاتٍ متفاوته. وهو يرى أنه يمكن أن توجد أشياء كثيره من شعر الغريب حتى تحت تأثير «جاهد أورغاط». وبالإضافةِ إلى ذلك فإن أسماءٍ كثيرهٍ مثل (صباح الدين قدرت أقسال، صلاح بيرسال، بهجت نجاتيكل، سعاد طاشر، متين ال أوغلو، رشدي أونور، نجاتي جومالي) قد تجاوزو مجال تأثرهم بتيار الغريب وأورخان ولي وريادته.
هناك أشعار كثيره للشاعر قد لحنها فنانين مختلفين. فقد لحنت أشعاره مثل «لا أستطيع الإيضاح» من قبل الملحنين (ألباي وحميراء وبانو)، «نعيش بالمجان» من قِبل (جيم كاراجا وأوزدمير أردوغان)، «الشائعة» من قِبل (ليفينت يوكسال)، «شعر بيرالي» من قِبل (تيمور سلجوق)، «نصفي الموثوق» من قِبل (أديب أقبايرام). أما شعره «تركية إسطانبول» فقد لحن كأغنيه للموسيقى التركيةِ الكلاسيكيه وغناها المغني «أحمد أوزخان». وقام المؤلف المسرحي «مراد خان مونجا» بتحويل أشعار أورخان ولي إلى مسرحيةٍ غنائية بعنوان «الغريب أورخان ولي». وهي المسرحيه الوحيده التي أنتجها «أوغوز أرال» وألقاها «مشفق كانتار» وتم عرضها على مسرح «كانت أويونجو» منذ عام 1980. وقد نُشر ألبوم المسرحيه بصوت «مشفق كانتار». أما الكاتب «متين أوستون داغ» فقد قام بنشر كتابٍ بعنوان «صفحات حول أورخان ولي» عام 2002.
بدأت مجلة «الورقة الجديده» في الظهور عام 1989 في إدارة الأعمال الكتابيه للأديب «رمضان أوران» وذلك بمساعدةِ كلٍ من (صوناي أقين واق جون كوفا). ونُشر مع شعار هذه المجلة شعار مجلة «الورقة» التي أصدرها أورخان ولي وتم نشر شعر «التسوق» لأورخان ولي في عددها الأول كما تم نشره من قبل في العدد الأول لمجلة «الورقة». وتم فتح منزل أورخان ولي للشعر في منطقة بايوغلو من طرف «م.شرف أوزصوي» في 14 نوفمبر عام 2000 والتي كانت الذكرى السنويه لوفاة الشاعر، وهو عباره عن مكان نظم فيه أنشطه في مجالات التصوير والشعر والذي افتتح بالأفكار والعروض المسرحيه الأرشيفيه لأورخان ولي. (أغلق عام 2014). وبالإضافةِ إلى ذلك فقد تم تنظيم مسيره لأورخان ولي في يوم 14 نوفمبر عام 1996 والذي كان ذكرى سنويةٍ لوفاة الشاعر. وهذه المسيرة قد أظهرت من أحبوه كثيراً وقد سار فيها أحبائه معاً في ذلك اليوم الذي هو ذكرى قانيق من مدينةِ تقسيم وحتى مدينةِ أشيان التي يوجد بها قبر الفنان. وفي شهر يناير عام 2014 تم تجميع رسائله التي كتبها إلى «ناهد فراتلي» في كتاب بعنوان «فقط أبحث عنك».

## كتبه الشعرية
- الغريب (مطبعة القمر الرسمي. عام 1941)
- لم أستسلم [التركية] (دار مرمرا للنشر. عام 1945)
- مثل الأسطوره [التركية] (إذاعة أعمال أولماز. عام 1946)
- لاحقاً [التركية] (دار انقلاب للنشر. عام 1974)
- المقابل [التركية] (جريدة ومطبعة الجنوب. عام 1949)
- جميع أشعاره [التركية] (دار الوجود للنشر. عام 1951)

حكايته
- هوشجور كوفتاجيسي [التركية] (دار يابي كريدي للنشر. عام 2012)

حكاياته الشعرية
- حكايات المعلم نصر الدين (جحا) (دار دوغان كاردش للنشر. عام 1949)

كتاباته
- كتاباته النثريه [التركية] (دار الوجود للنشر. عام 1953)
- عالمنا الأدبي (درا بيلجي للنشر، إعداد عاصم بزيرجي. عام 1975)
- جميع كتاباته (منشورات جان. عام 1982)

رسائله
- فقط أبحث عنك [التركية] (دار يابي كريدي للنشر. عام 2014)

تراجمه
- ليكن الباب إما مغلق أو مفتوح، ألفرد دي موسيه (دار المعارف للطباعه، عام 1943)
- البربريه، ألفريد دي موسيه (دار المعارف للطباعه، عام 1944)
- خزائن سكابن، موليير (دار المعارف للطباعه، عام 1944)
- فيرسائيليس تولواتي، موليير (دار المعارف للطباعه، مع عذراء أرهات، عام 1944)
- الحوار الرسمي ليهود صقليه، موليير (دار المعارف للطباعه. عام 1944)
- المرائي، موليير (دار المعارف للطباعه، عام 1944)
- الثلاث حكايات، نيقولاي غوغول (دار علاء الدين كيرال للطباعه، مع إرول جوناي، عام 1945)
- تورجاره، آلان رينيه ليسيج (دار التعليم القومي للطباعه، عام 1946)
- مختارات الشعر الفرنسي (دار الوجود للنشر، عام 1947)
- قصص لافونتين، جان دو لافونتين (منشورات دوغان كاردش، عام 1948)
- هاملت، وليم شكسبير (منشورات دوغان كاردش، تعديل تشارلز لام، عام 1949)
- تاجر البندقية، وليم شكسبير (منشورات دوغان كاردش، تعديل تشارلز لام، عام 1949)
- الساقطة الفاضلة (مسرحية)، جان بول سارتر (دار أطاتش للنشر، عام 1961)
- أشعار من الغرب (دار يدي تبا للنشر، عام 1963)
- جميع ترجماته الشعرية منشورات جان، عام 1982)

## ترجمات
1. Güneş/Sol, Leonardo da Fonseca (Trans.), (n.t.) Revista Literária em Tradução, nº 2 (mar/2011), Fpolis/Brasil, ISSN 2177-5141